# Jon Anderson (zanger)
Jon Anderson (Accrington, 25 oktober 1944) is een Brits muzikant en de voormalige hoofdzanger van de progressieve rockband Yes. Hij is ook bekend van het muziekduo Jon & Vangelis. Solo had hij in Nederland de hits Surrender (1982) en Hold On to Love (1988).

## Levensloop
Hij werd geboren als John Roy Anderson (hij liet later de "h" in zijn voornaam vallen) op 25 oktober 1944 in de stad Accrington, Lancashire, Engeland. Zijn ouders waren Albert en Kathleen Anderson.
Anderson ging als kind naar de St. John's Infants School in Accrington. Op de leeftijd van vijftien jaar verliet hij deze school en nam een reeks baantjes, waaronder landbouwer, vrachtwagenbestuurder en melkboer.
In 1962 sloot Anderson zich aan bij The Warriors (ook bekend als The Electric Warriors), waar hij en zijn broer Tony de rol van hoofdvocalist deelden. Hij stopte bij deze band in 1967 en woonde hierna enige tijd in Tilburg, waar hij zanger werd van de band Les Cruches. In 1968 bracht hij twee solosingles uit en in hetzelfde jaar zong hij kort in een band genaamd The Gun.

## Yes
In de zomer van 1968 werd Anderson lid van Mabel Greer's Toyshop, een groep waarin ook bassist Chris Squire en gitarist Peter Banks speelden. Anderson was de voorman van deze band, maar was voor het einde van de zomer alweer weg. Anderson, Squire, en Banks vormden toen Yes, samen met drummer Bill Bruford en keyboardspeler Tony Kaye. Hun debuutalbum kwam in 1969 uit. Anderson wierp zich in die periode op als leider van Yes, hij noemde zichzelf "team-captain". Ondanks zijn beperkte instrumentale capaciteiten had Anderson een bepalende rol voor de richting die Yes insloeg. In 1980 nam Anderson afscheid van de band, na voltooiing van het album Tormato.
Van 1983 tot 1988 maakte Anderson opnieuw deel uit van Yes. Vanaf 1989, na een conflict over wie de naam Yes mocht blijven gebruiken, maakte hij deel uit van Anderson Bruford Wakeman Howe. Later fuseerde dit gezelschap weer met de overgebleven leden van Yes.
Andersons laatste optreden met Yes tot op heden dateert uit 2004. Een tour die voor 2008 was aangekondigd moest hij annuleren wegens problemen met zijn ademhaling. Yes verving Anderson door Benoît David, de zanger van Yes-tributeband Close to the Edge, tot ongenoegen overigens van Jon Anderson, die op zijn website liet weten: "This is not YES on tour...".

## Solo- en overige projecten
Al tijdens de periode met Yes was Anderson ook actief in soloprojecten, zijn eerste album Olias of Sunhillow werd in 1976 uitgebracht. Daarnaast verleende Anderson regelmatig zijn medewerking aan projecten van andere bands, waaronder King Crimson, Vangelis, Rick Wakeman, Mike Oldfield, Bela Fleck and the Flecktones, Tangerine Dream, Lawrence Gowan, Toto, Kitaro, Peter Machajdík en Trans-Siberian Orchestra. Met Vangelis werkte hij aan diens soloprojecten, maar zij maakten samen ook enkele albums als Jon & Vangelis. In 2005 maakte Jon Anderson de Tour of the Universe en deed ook zijn vroegere woonplaats Tilburg aan. In maart 2007 keerde hij nogmaals terug naar Nederland voor Classics in Rock in Ahoy, hij maakte van deze gelegenheid gebruik om ook Tilburg nog eens te bezoeken, ditmaal voor een workshop. Na gezondheidsproblemen in 2008, pakte Anderson in 2009 zijn activiteiten weer volledig op met nieuwe concerten op verschillende plaatsen in de wereld, vooral in de VS en Canada.

## Discografie
- Met Yes:
  - Yes (1969)
  - Time and a Word (1970)
  - The Yes Album (1971)
  - Fragile (1972)
  - Close to the Edge (1972)
  - Tales from Topographic Oceans (1973)
  - Relayer (1974)
  - Going for the One (1977)
  - Tormato (1978)
  - 90125 (1983)
  - Big Generator (1987)
  - Union (1991)
  - Talk (1994)
  - Keys to Ascension (1996)
  - Keys to Ascension 2 (1997)
  - Open Your Eyes (1997)
  - The Ladder (1999)
  - Magnification (2001)
- Met Anderson Bruford Wakeman Howe:
  - Anderson Bruford Wakeman Howe (1989)
  - An Evening of Yes Music Plus (1993)
- Solo:
  - Olias of Sunhillow (1976)
  - Song of seven (1980)
  - Animation (1982)
  - What a way to surrender (1982)
  - In The City of Angels (1988)
  - The Best of South America (1994)
  - Deseo (1994)
  - Change We Must (1994)
  - Angels Embrace (1995)
  - Toltec (1996)
  - Lost Tapes of Opio (1996)
  - The Promise Ring (1997)
  - Earth Mother Earth (1997)
  - The More You Know (1998)
  - The Lost Tapes, waaronder Watching The Flags That Fly.
  - Open (EP alleen in digitale vorm) (2011)
  - Survival & Other Stories (2011)
  - 1000 Hands, Chapter one (2019)
    - Album op basis van samenwerking met Brian Chatton in 1990 (Uzlot), dat op de plank bleef liggen. Anderson schakelde allerlei bekende en onbekend musici om het album te completeren; het werk in 2019 op de markt gebracht met een heruitgave in 2020 via een nieuw platenlabel.[1]
- Met Kitaro:
  - Dream (ook wel: Lady of Dreams) (1992)
- met Mike Oldfield:
  - Crises (1983)
  - Shine (single) (1986)
- met Tangerine Dream:
  - Legend (1986)
- met King Crimson:
  - Lizard (1970)
- met Vangelis:
  - Heaven and Hell (1975)
  - See You Later (1980)
- Met Vangelis (Jon & Vangelis):
  - Short Stories (1980)
  - The Friends of Mr. Cairo (1981)
  - Private Collection (1983)
  - The Best of Jon & Vangelis (1984)
  - Page of Life (1991)
  - Chronicles (1994)
  - Page Of Life (1998)
  - State of Independence is een compositie van Jon Anderson en Vangelis uit 1981
- Met The Fellowship:
  - In Elven Lands (2006)
- Met Rick Wakeman
  - The living tree (2010)
- Met Roine Stolt
  - Invention of knowledge (2016)
- Met the Band Geeks
  - True (2024)
  - Live – Perpetual change (2025; opnamen 2023)

### NPO Radio 2 Top 2000
| Nummer met noteringen in de NPO Radio 2 Top 2000 | '99  | '00  | '01  | '02  |
| ------------------------------------------------ | ---- | ---- | ---- | ---- |
| Surrender                                        | 1680 | 1353 | 1733 | 1542 |

1. ↑  Een vetgedrukt getal geeft de hoogste notering aan.
2. ↑  Deze tabel is bijgewerkt tot en met de meest recente editie (2024).